# Puccinia variabilis
Puccinia variabilis ist eine Ständerpilzart aus der Ordnung der Rostpilze (Pucciniales). Der Pilz ist ein Endoparasit des Gewöhnlichen Löwenzahns (Taraxacum officinale). Symptome des Befalls durch die Art sind Rostflecken und Pusteln auf den Blattoberflächen der Wirtspflanzen. Sie ist auf der ganzen Nordhalbkugel verbreitet.

## Merkmale

### Makroskopische Merkmale
Puccinia variabilis ist mit bloßem Auge nur anhand der auf der Oberfläche des Wirtes hervortretenden Sporenlager zu erkennen. Sie wachsen in Nestern, die als gelbliche bis braune Flecken und Pusteln auf den Blattoberflächen erscheinen.

### Mikroskopische Merkmale
Das Myzel von Puccinia variabilis wächst wie bei allen Puccinia-Arten interzellulär und bildet Saugfäden, die in das Speichergewebe des Wirtes wachsen. Ihre Spermogonien sind unbekannt. Die weißlichen Aecien der Art wachsen überwiegend unterseitig in Gruppen auf der Oberfläche der Wirtsblätter. Ihre hellgelblichen Aeciosporen sind 19–26 × 19–23 µm groß, kugelig bis breitellipsoid und fein warzig. Die beidseitig wachsenden Uredien des Pilzes sind zimtbraun. Die zimtbraun Uredosporen der Art sind 22–30 × 18–22 µm groß, eiförmig bis breitellipsoid und stachelwarzig. Die beidseitig wachsenden Telien der Art sind schwarzbraun, pulverig und unbedeckt. Die klar kastanienbraunen Teliosporen sind zweizellig, in der Regel ellipsoid bis breitellipsoid, runzlig und meist 35–42 × 25–28 µm groß. Ihre Stiele sind farblos.

## Verbreitung
Das bekannte Verbreitungsgebiet von Puccinia variabilis deckt sich mit der Verbreitung ihrer Wirtsart, sie ist in weiten Teilen der Nordhalbkugel zu finden und wurde vereinzelt auch auf der Südhalbkugel eingeschleppt.

## Ökologie
Die Wirtspflanze von Puccinia variabilis ist der Gewöhnliche Löwenzahn (Taraxacum officinale) und anderen Arten der Gattung. Der Pilz ernährt sich von den im Speichergewebe der Pflanzen vorhandenen Nährstoffen, seine Sporenlager brechen später durch die Blattoberfläche und setzen Sporen frei. Die Art durchläuft einen makrozyklischen Entwicklungszyklus mit Spermogonien, Aecien, Telien und Uredien. Als autöker Parasit macht sie keinen Wirtswechsel durch.